# تجوال ترلی
تجوال ترلی (به انگلیسی: Tajwal Tarli) یک منطقهٔ مسکونی در پاکستان است که در خیبر پختونخوا واقع شده‌است. تجوال ترلی ۱٬۵۶۳ متر بالاتر از سطح دریا واقع شده‌است.